# Помаранчевий GGN
Помаранчевий GGN (англ. Orange GGN) — харчовий барвник, зареєстрований як харчовий додаток E111.
Жовто-помаранчевий барвник, заборонений в ЄС, США, Україні.